# Clossiana kurenzovi
Clossiana kurenzovi är en fjärilsart som beskrevs av Colin W. Wyatt 1961. Clossiana kurenzovi ingår i släktet Clossiana och familjen praktfjärilar. Inga underarter finns listade i Catalogue of Life.